# Flor Minor
Flor Minor (1961) es una escultora y artista gráfica mexicana, conocida por sus esculturas de bronce y su trabajo gráfico que representa generalmente la forma masculina. Sus trabajos a menudo están basados en el concepto del equilibrio o la falta de él. Minor ha tenido exhibiciones individuales en lugares notables de México y el extranjero,su  trabajo se encuentra en un número de colecciones privadas y públicas. Ha sido reconocida en México como miembro del Salón de la Plástica Mexicana.

## Vida
Minor nació y creció en la ciudad de Querétaro. De 1977 a 1978 inició su formación en la Escuela de Dibujo Publicitario, estudió en la Escuela Nacional de Pintura, Escultura y Grabado “La Esmeralda”, y de 1979 a 1982 estudió en el Centro de Investigación y Experimentación Plástica (INBAL), donde investigó sobre los soportes no convencionales para la producción plástica.

## Carrera
Minor ha participado en bienales y trienales notables como la Bienal de Pintura Pedro Coronel en Zacatecas, The International Print Triennial Kanagawa Prefectoral Gallery, Kanagawa Arts Foundation Archivado el 1 de abril de 2017 en Wayback Machine. en Yokohama, Japón, la XI Trienal Internacional de Grabado en el Museo de Arte Contemporáneo de Oslo y la Biennale for Graphics, Art Modern Gallery en Ljubljana, Yugoslavia.
Su trabajo se encuentra en colecciones privadas y públicas como la de la Universidad Autónoma de México, el museo de Secretaria de Hacienda y Crédito Público (que cuenta con 34 piezas de la artista), el Museo de Arte Moderno, Museo de la Estampa, Centro Wilfredo Lam en La Habana y el Museo de Arte Moderno en Ceará, Brasil.
Ha exhibido de manera individual en diferentes lugares como el Museo Dolores Olmedo (2014), la Galería Arte Contemporáneo en San Miguel de Allende (2013,2014), la Universidad de Guanajuato (2013), Bolsa Mexicana de Valores en Ciudad de México (2013), el Museo de SCHP (2006,2011), el Museo de Arte Moderno (2011), Universidad Autónoma Metropolitana (2009), Museo Universitario del Chopo (2002,2009), Museo de la Ciudad de México (2001), Museo de la Ciudad de Querétaro (2001) y el Museo de Arte Contemporáneo de Aguascalientes (1997)
Minor fue miembro fundadora del taller Neográfica con Oliverio Hinojosa y ha recibido varios premios por proyectos artísticos por parte del FONCA y el Sistema Nacional de Creadores.

## Obra
Minor es una escultora que trabaja principalmente la técnica del bronce con el método de cera perdida, y según el Salón de la Plástica Mexicana, una de las mejores artistas gráficas en México, que ha trabajado litografía, punta seca, grabado en metal y dibujo al carbón. En muchos de sus dibujos, el uso del carbón es tal, que el color es apenas requerido. Admira a Leonardo da Vinci y su trabajo da muestra de ello.
Flor Minor crea esculturas de bronce en diferentes medidas, donde explora la contradicción de la necesidad de perder el balance y la seguridad de dar un paso. Algunos de sus trabajos giran en torno al hombre y a la búsqueda de sí mismo, por qué existimos; sin embargo, sus figuras tienden a estar serenas y solitarias, perdiendo tensión. Su trabajo es conocido por su representación de la figura humana, aunque generalmente no se refiere a la figura femenina en su trabajo pues la figura masculina le otorga a su trabajo referencias de construcción relacionadas con la fuerza.